# NATO-Flugplatz Geilenkirchen

i7
i11
i13
Der NATO-Flugplatz Geilenkirchen, englische Bezeichnung Air Base Geilenkirchen (IATA-Code: GKE, ICAO-Code: ETNG), ist ein Militärflugplatz der NATO in Deutschland und liegt in der Nähe der nordrhein-westfälischen Stadt Geilenkirchen an der deutsch-niederländischen Grenze.
Die zunächst als Royal Air Force Station Geilenkirchen – kurz RAF Geilenkirchen – bekannte Einrichtung war neben RAF Wildenrath, RAF Brüggen, RAF Laarbruch und RAF Nörvenich die vierte von insgesamt fünf sogenannter Clutch Stations, neu gebauter Royal Air Force (RAF) Stützpunkte nahe der Grenze zu den Niederlanden und somit möglichst weit entfernt von der damaligen innerdeutschen Grenze.
Seit 1980 ist er Haupteinsatzflugplatz (englisch Main Operating Base (MOB)) des NATO E-3A-Verbandes, eines der beiden Einsatzverbände der NATO-Frühwarnflotte und seit Oktober 2015 auch Sitz des NATO Airborne Early Warning & Control Force Command – NAEW&CF.

## Lage und Geschichte des NATO-Flugplatzes Geilenkirchen
Der NATO-Flugplatz Geilenkirchen befindet sich westlich der zu Geilenkirchen gehörenden Ortschaft Teveren in der Teverener Heide, die für ihn teilweise überbaut wurde, und unmittelbar an der Grenze zu den Niederlanden. Ihn umgeben ein bewaldetes Naturschutzgebiet und Ackerland. Die Stadt Geilenkirchen selbst liegt rund sechs Kilometer östlich. Die bei der örtlichen Bevölkerung als Flugplatz Teveren bekannte Anlage hat eine Fläche von 620 Hektar. Der größere Teil liegt auf Geilenkirchener Gebiet, der etwas kleinere gehört zu Gangelt.

### RAF Geilenkirchen
Mit Beginn des Kalten Krieges war klar, dass die als Besatzungsmacht seit 1945 in Nordwestdeutschland stationierte British Air Force of Occupation längerfristig in der Bundesrepublik stationiert bleiben würde. Die Royal Air Force stützte sich in den ersten Jahren nach Kriegsende auf mehrere meist ehemalige Fliegerhorste der früheren Luftwaffe. Einige von ihnen lagen nur wenige Flugminuten von der innerdeutschen Grenze entfernt, der  zum „Eisernen Vorhang“ wurde.
Man beschloss daher, die Flugzeuge möglichst weit von der innerdeutschen Grenze entfernt im britischen Sektor zu stationieren. Daher ließ die RAF Anfang der 1950er Jahre den Flugplatz bauen und eröffnete ihn 1953. Im Mai 1955 wurden zwei Staffeln auf Hunter F4 umgerüstet. Bis 1968 wurde die Anlage von der RAF Germany als Stützpunkt von zunächst Tag-Abfang- und später Allwetter-Abfangjägern genutzt. Zuletzt lag hier eine Staffel Lightnings. Die Lightning war das erste Mach 2-taugliche Jagdflugzeug der RAF. Im Januar 1968 wurde der Flugbetrieb in Geilenkirchen eingestellt.

### Nutzung durch die deutsche Luftwaffe
Im März 1968 wurde der Flugplatz an die Deutsche Luftwaffe übergeben. Im August 1968 wurde er Standort des mit Pershing I/IA-Raketen ausgerüsteten Flugkörpergeschwaders 2 der Luftwaffe und des zur Unterstützung angegliederten 85th US Army Field Artillery Detachment. 1981 räumte das Flugkörpergeschwader den Flugplatz in Teveren und verlegte in die Selfkantkaserne nach Geilenkirchen-Niederheid. Das zugehörige Atomwaffenlager lag unmittelbar nördlich der Air Base 50° 58′ 19″ N, 6° 3′ 15″ O. Hier waren die atomaren Gefechtsköpfe für das in Teveren und später in Niederheid stationierte Flugkörpergeschwader (FKG) 2 gelagert. Nach der Wende, dem Fall des Eisernen Vorhangs und dem Zerfall der Sowjetunion wurde das Flugkörpergeschwader 1991 aufgelöst und, das Sondermunitionslager geschlossen.
In den Jahren 1970 und 1971 fanden zwei Tourenwagen-Veranstaltungen ADAC-Flugplatzrennen Geilenkirchen auf einer temporär eingerichteten Rennstrecke auf den Start- und Landebahnen des Flugplatzes statt.

### NATO Air Base
Nach der Entscheidung der NATO, die NATO-Frühwarnflotte aufzustellen und den Flugplatz Geilenkirchen zur Haupteinsatzbasis des E-3A-Verbandes zu machen, wurden 1980 umfangreiche Baumaßnahmen in die Wege geleitet, um geeignete Einsatz- und Unterstützungseinrichtungen für die Unterbringung des E-3A-Verbandes bereitzustellen.
Im Januar 1980 traf das erste Personal des E-3A-Verbandes auf dem Flugplatz ein. Im Oktober 1980 erkannte der Ausschuss für Verteidigungsplanung (Defence Planning Committee) der NATO dem E-3A-Verband den Status eines internationalen militärischen Hauptquartiers zu. Bis Ende 1981 hatte das deutsche Flugkörpergeschwader den Flugplatz verlassen und wurde in die Selfkant-Kaserne nach Niederheid, im Norden von Geilenkirchen, verlegt. Das 85th US Army Field Artillery Detachment blieb bis zu seiner Auflösung im Juli 1991 auf dem Flugplatz. Zu den wichtigsten Baumaßnahmen auf dem Flugplatz gehörten zunächst eine neue 3000 m (10.000 Fuß) lange und 45 m (150 Fuß) breite Start- und Landebahn, neue Hallenvorfelder und Rollbahnen, ein neuer Kontrollturm, ein neues Gebäude der Information Technology Wing (in dem auch die Flugsimulatoren und Einsatzsimulatoren untergebracht sind), Unterkunftsgebäude, sowie umfangreiche Renovierungsarbeiten an den vier vorhandenen Luftfahrzeughallen. Auch einige neue Gebäude wurden errichtet.

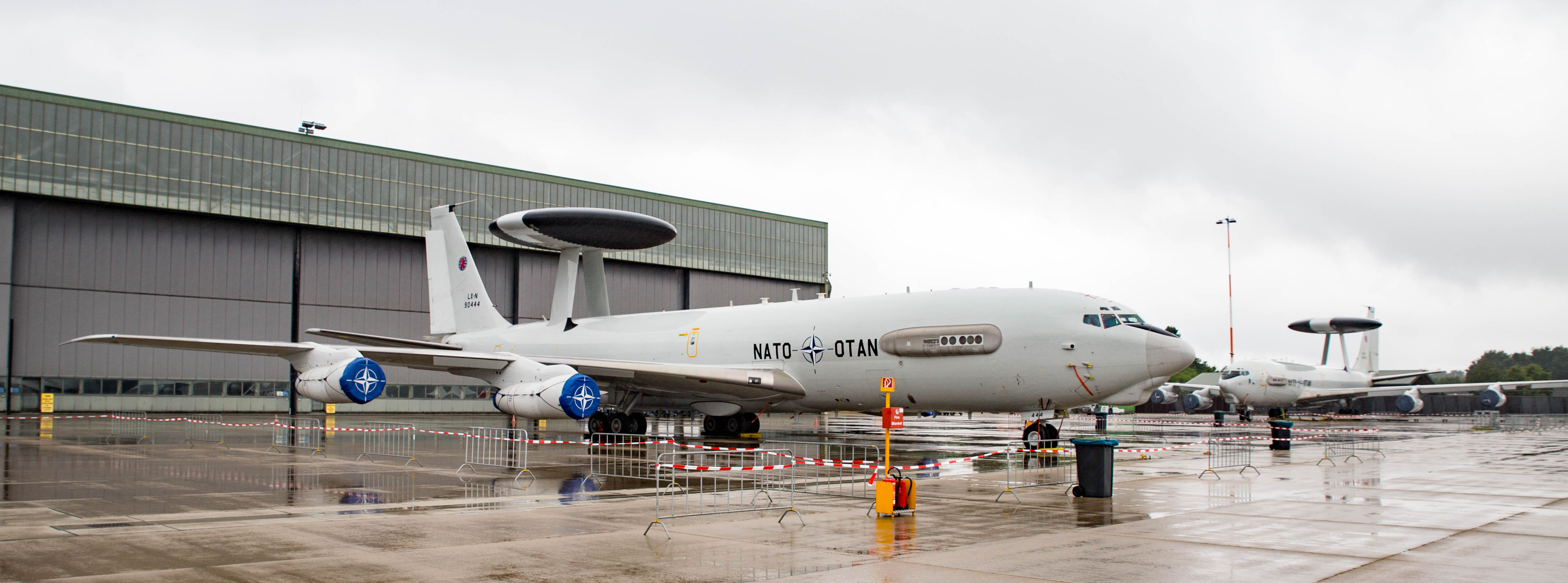
AWACS auf dem Flugfeld

Die erste von 18 AWACS-Maschinen wurde am 25. Januar 1982 in Oberpfaffenhofen an die NATO übergeben. Der Flugbetrieb des E-3A-Verbandes wurde im Februar 1982 nach Auslieferung der ersten E3A-Maschine AWACS aufgenommen. Am 31. März 1982 übergab die Bundesrepublik Deutschland den Haupteinsatzflugplatz an die NATO. Der E-3A-Verband wurde am 28. Juni 1982 offiziell in Dienst gestellt und erreichte zum Ende des Jahres 1988 die volle Einsatzfähigkeit (Full Operational Capability). Die fliegenden Gefechtsstände konnten so den Luftraum bis weit in das Bündnisgebiet des Warschauer Paktes überwachen.
2015 zog das 'Force Command', die übergeordnete Kommandostelle über die beiden AWACS-Verbände in Geilenkirchen und Waddington (GB), aus dem belgischen Mons auf den Stützpunkt Geilenkirchen. Damit wurde der Standort Geilenkirchen zum NATO-Hauptquartier, AWACS HQ, aufgewertet.
Im August 2024 wurde vorübergehend die Sicherheitsstufe von vier auf zwei erhöht.

### Air Defender 23
Vom 12. Juni bis zum 23. Juni 2023 war der Flugplatz Teil des Großmanövers Air Defender 23. Die Übung ist die größte von Luftstreitkräften seit Bestehen der NATO.

## NATO E-3A-Verband
Der E-3A-Verband war der erste und jahrzehntelang einzige multinationale fliegende Verband der NATO und damit seinerzeit einzigartig in der Militärgeschichte. Die Position des Verbandskommandeurs (Component Commander) wird im turnusmäßigen Wechsel durch einen Brigadegeneral der deutschen oder der US-Luftwaffe eingenommen. Der E-3A-Verband ist in fünf Hauptfunktionsbereiche gegliedert: Operations Wing (Fliegende Gruppe), Logistics Wing (Technische Gruppe), Base Support Wing (Einsatzunterstützungsgruppe), Training Wing (Ausbildungsgruppe) und Information Technology Wing (IT-Gruppe); hinzu kommen die üblichen Stabsabteilungen. Jede Gruppe wird von einem Oberst aus einem bestimmten NATO-Mitgliedstaat geführt.
Das Personal dieser multinationalen integrierten Einheit umfasst mehr als 3000 Soldaten und Zivilbedienstete aus 16 NATO-Mitgliedstaaten. Dies umfasst auch militärische und zivile Mitarbeiter in Unterstützungsfunktionen, z. B. bei den Standort-Serviceteams des Bundeswehrdienstleistungszentrums, den nationalen Unterstützungseinheiten und den Sozialbetreuungseinrichtungen (MWA).

## Luftfahrzeuge des E-3A-Verbandes
Die ersten Maschinen vom Typ E-3A, auch als NE-3A bezeichnet (N für NATO), kamen ab 24. Februar 1982 auf der NATO Air Base in Geilenkirchen zum Einsatz, zuvor in den USA seit März 1977. Die Flugzeuge für die NATO wurden bei den Dornier-Werken in Oberpfaffenhofen ausgerüstet und später auch noch betreut. Heute erfolgt die technische Betreuung der NATO-Flugzeuge im Werk Manching der Airbus Group. Hier wurde auch in den vergangenen Jahren ein ESM-System nachgerüstet, zu erkennen an den beiden Antennenbeulen links und rechts am vorderen Rumpf.
Der Auftrag zum Betrieb des AWACS liegt bei der NATO Airborne Early Warning and Control Programme Management Organisation (NAPMO), die insgesamt für die Planung, Durchführung und Verwaltung des luftgestützten Frühwarn- und Führungsprogramms der NATO (englisch NATO Airborne Early Warning and Control Programme, NAEW&C) verantwortlich ist. Sie ist direkt dem Nordatlantikrat mit Sitz im NATO-Hauptquartier in Brüssel (SHAPE) unterstellt.
Die Systeme werden von verschiedenen NATO-Staaten und der NATO selbst benutzt. Die NATO-eigenen Maschinen haben ein luxemburgisches Luftfahrzeugkennzeichen und sind in der Air Base Geilenkirchen bei Aachen stationiert, im Auftrag der NATO fliegt die RAF vom Stützpunkt Waddington. Zusätzlich existierten bis November 2011 auf dem Stützpunkt in Geilenkirchen noch drei Trainingsmaschinen ohne Antenne, so genannte TCA (Trainer and Cargo Aircraft). Während des Kalten Krieges hat das System die Funktion der Frühwarnung vor tieffliegenden Flugzeugen des Warschauer Pakts erfüllt.
Im Juni 2007 feierte die NATO auf dem Stützpunkt Geilenkirchen ihr 25-jähriges Bestehen mit einem Tag der offenen Tür und der Sonderlackierung einer E-3A-Maschine.
Der E-3A-Verband verfügte ursprünglich über achtzehn E-3A AWACS Luftfahrzeuge und drei Ausbildungs-/Transportflugzeuge (Trainer Cargo Aircraft – TCA), alles umgerüstete Boeing 707 Maschinen. Im Rahmen des Beitrags von Luxemburg zum NATO AWACS-Programm wurden alle Luftfahrzeuge des NATO E-3A-Verbandes in Luxemburg registriert. Nach dem Startunfall einer E-3A am 14. Juli 1996 in Aktio (Griechenland), der Außerdienststellung der TCA im Jahr 2010 und einer E-3A Ende Juni 2015 gehören dem Verband nun noch 16 E-3A an. Stand 2018 14 Flugzeuge.
Seit ihrer Indienststellung Anfang der 1980er Jahre sind die Luftfahrzeuge und ihre Bordsysteme sowie die zugehörigen Bodensysteme regelmäßig modernisiert worden. Seit Anfang der 1990er Jahre wurden zwei umfangreiche Modernisierungsprogramme durchgeführt. Das zuletzt durchgeführte mittelfristige Modernisierungsprogramm (NMT-Programm) wurde im Dezember 2008 abgeschlossen. Im Rahmen dieses Programms, das die Modernisierung des Navigationssystems, digitale Kommunikationssysteme, fünf zusätzliche Bedienerkonsolen und sonstige Modernisierungsmaßnahmen umfasste, wurden 17 E-3A-Luftfahrzeuge und zwei Einsatzsimulatoren umgerüstet. Dank dieser Modernisierungsmaßnahmen werden die NATO-AWACS-Luftfahrzeuge weiterhin eine Schlüsselrolle bei der Durchführung von NATO-Einsätzen spielen. Die derzeitige Modernisierung, die 2018 abgeschlossen werden soll, erhalten lediglich 14 E-3A, die übrigen drei wurden auf der Davis-Monthan Air Force Base eingemottet.
Die drei E-3A-Staffeln des E-3A-Verbandes verfügen über dreißig multinationale Besatzungen, deren Mitglieder durch 13 der 28 NATO-Mitgliedstaaten gestellt werden: Belgien, Dänemark, Deutschland, Griechenland, Italien, die Niederlande, Norwegen, Polen, Portugal, Spanien, die Türkei, Ungarn und die Vereinigten Staaten. Hinzu kommt die Aircrew Training Squadron (Ausbildungsstaffel für Luftfahrzeugbesatzungen), die der Training Wing angehört und ebenfalls multinational zusammengesetzt ist.
Normalerweise befindet sich jeweils nur ein Teil der E-3A-Maschinen auf dem NATO-Flugplatz Geilenkirchen; die übrigen sind auf die vorgeschobenen Einsatzflugplätze des Verbandes (Forward Operating Bases/Location – FOB/FOL) oder auf andere Flugplätze verlegt. Die FOB/FOL befinden sich in Griechenland (Aktio), Italien (Trapani), der Türkei (Konya) und Norwegen (Ørland). Die FOB/FOL sind ausnahmslos auf Flugplätzen des jeweiligen Gastgeberstaates eingerichtet. An jedem dieser Standorte sind etwa 30 Soldaten bzw. zivile Mitarbeiter beschäftigt, die dem E-3A-Verband unterstellt sind. Sie kommen alle aus den jeweiligen Gastgeberstaaten.

## Wirtschaftliche Bedeutung des NATO-Flugplatzes Geilenkirchen
Mit mehr als 3000 Personen, die auf dem NATO-Flugplatz Geilenkirchen beschäftigt sind, leistet der Stützpunkt zusammen mit der Selfkant-Kaserne in Niederheid und der Allied Joint Force Command Brunssum einen bedeutenden wirtschaftlichen Beitrag für die umliegenden Gemeinden in Deutschland und den Niederlanden. Nach dem Kalten Krieg wurden jedoch auch hier Truppenteile abgebaut.
Eine vom NATO E-3A-Verband durchgeführte Untersuchung (Economic Impact Study – EIS) der wirtschaftlichen Auswirkungen des NATO-Flugplatzes Geilenkirchen belegt, dass im Jahre 2008 ein Betrag von 275,8 Millionen Euro in die umliegenden Gemeinden (d. h. einen Bereich im Umkreis von 200 Kilometern) geflossen ist (Summe der Löhne und Gehälter der auf dem Flugplatz beschäftigten Personen: 150,7 Mio. Euro; Ausgaben des Flugplatzes: 81,3 Mio. Euro; durch indirekt geschaffene Arbeitsplätze in den umliegenden Gemeinden entstandene Löhne und Gehälter: 43,8 Mio. Euro). Dies bedeutet im Vergleich zu 2007 eine Steigerung um 10,7 Millionen Euro auf regionaler Ebene. Der gesamtwirtschaftliche Beitrag (für ganz Europa und Nordamerika) belief sich im Jahr 2008 auf 447,3 Millionen Euro, was gegenüber 2007 einer Steigerung um 22,8 Millionen Euro entspricht.
Den größten Anteil der Kosten der Stationierung trägt die Bundesrepublik Deutschland.

## Proteste
Es gibt eine niederländische Bürgerinitiative gegen die Air Base. Diese tritt nicht grundsätzlich gegen die Existenz der Air Base ein, sondern fordert eine Modernisierung der eingesetzten Maschinen. Die Triebwerke der E-3A und der TCA wurden Mitte der 1950er Jahre entwickelt und sind dementsprechend laut. So werden in der Innenstadt von Geilenkirchen, das unmittelbar in der Einflugschneise liegt, Spitzenwerte von bis zu 100 dB (A) gemessen. Hinzu kommt, dass diese veralteten Triebwerke erheblich mehr Abgase emittieren als moderne Triebwerke. Eine Landung der mit baugleichen Triebwerken ausgestatteten Zivilversion der Boeing 707 ist auf westeuropäischen Flughäfen wegen ihrer Lärm- und Abgasemissionen nicht mehr gestattet.
Ab 2031 sollen Boeing 737 AEW&C die alten Maschinen ersetzen.

## Unfälle

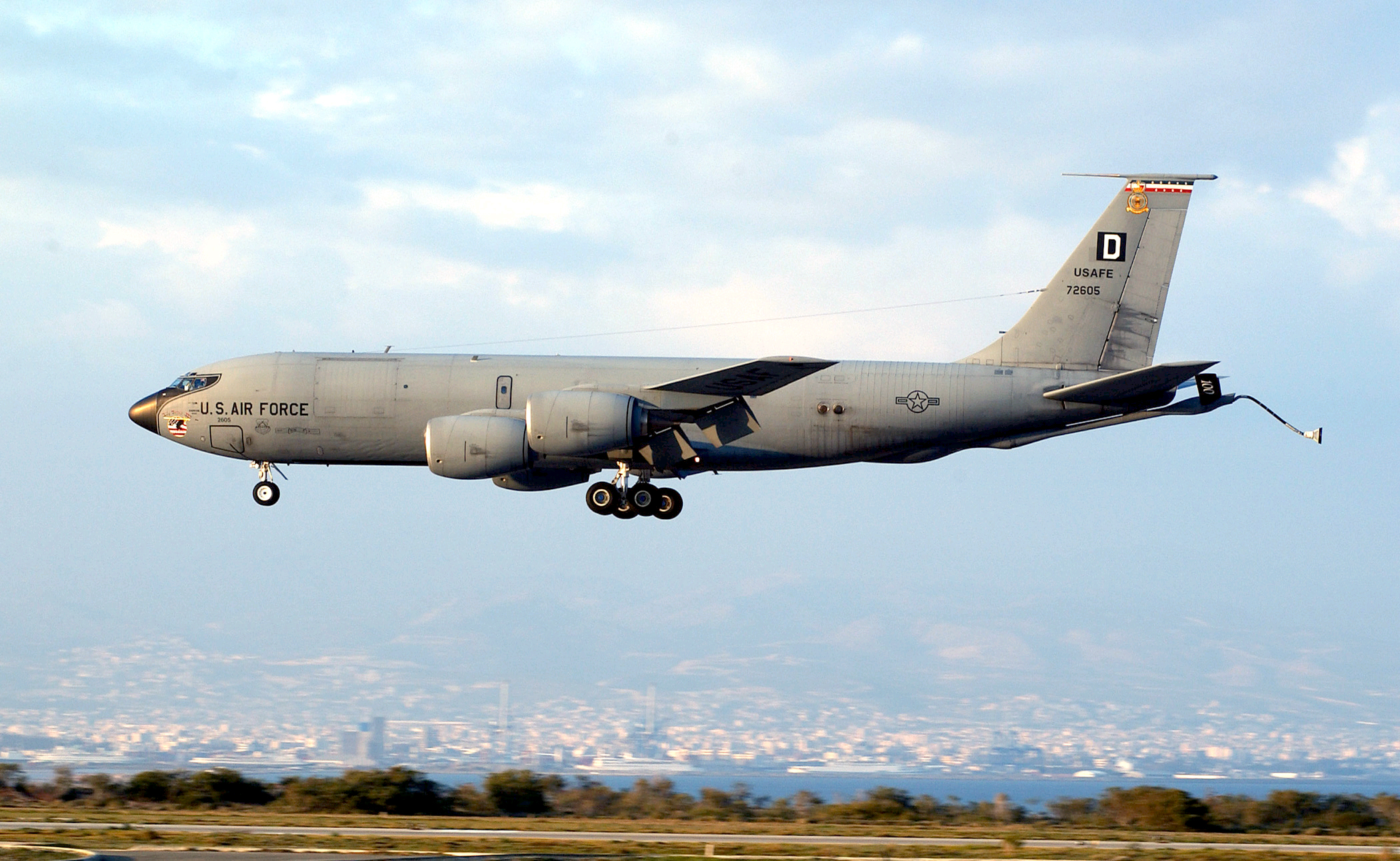
Boeing KC-135E, eine ähnliche Maschine stürzte 1999 ab.

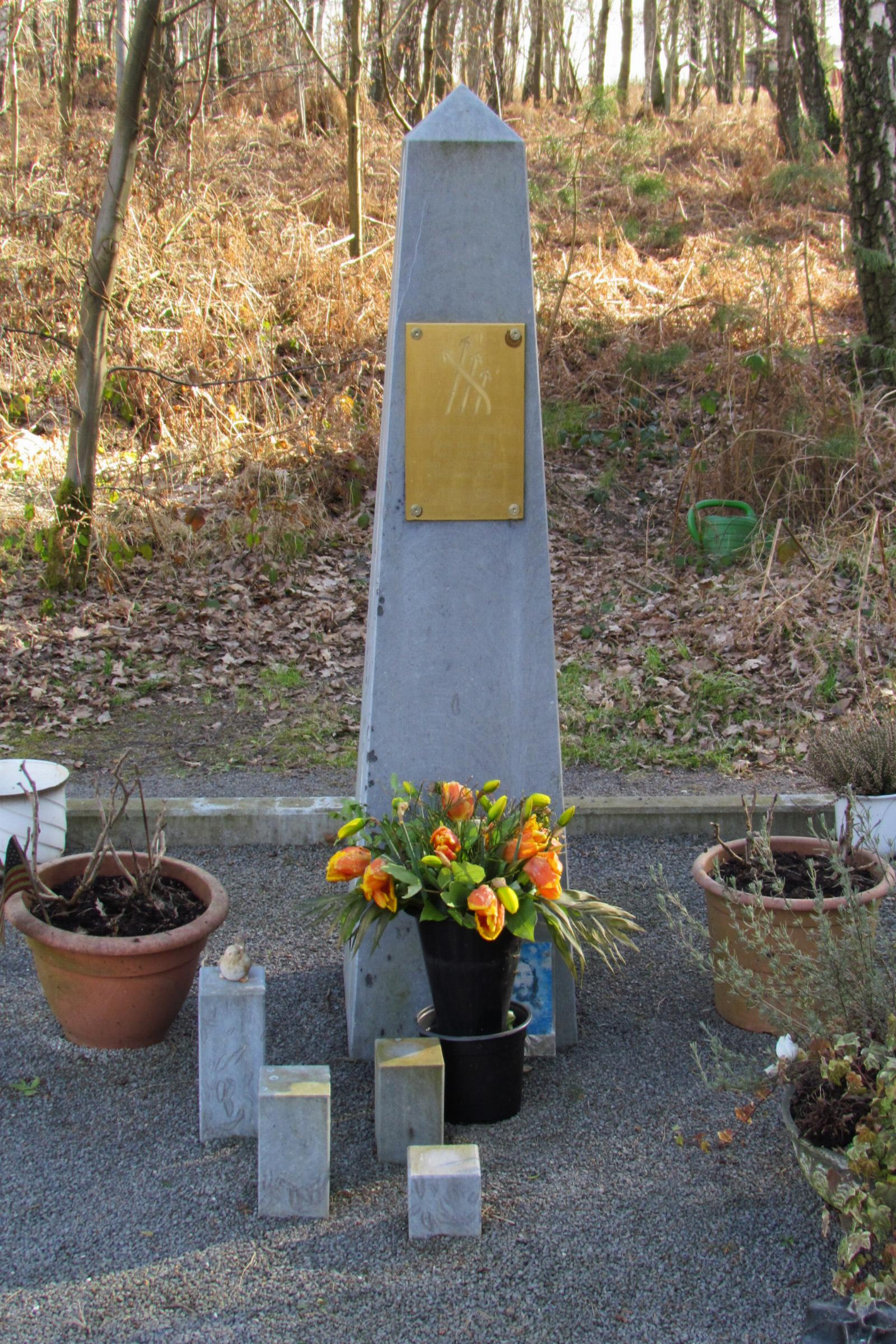
Gedenkstein an der Absturzstelle in Hohenbusch

Von 1953 bis Juli 2018 kam es am Flugplatz Geilenkirchen und in seiner näheren Umgebung zu 15 Totalschäden von Flugzeugen. Dabei kamen 6 Menschen ums Leben.
- Am 13. Januar 1999 stürzte ein US-amerikanisches Tankflugzeug des Typs Boeing KC-135E der Washington Air National Guard unmittelbar hinter der Landebahn bei einem Durchstartversuch ab[10][11][12]. Alle vier Insassen des mit rund 10.000 Litern Kerosin beladenen Flugzeuges kamen ums Leben.[13] Da das Flugzeug, im Gegensatz zu der zivilen Version Boeing 707, weder einen Flugdatenschreiber noch Stimmenrecorder besaß, war die Unfalluntersuchung schwierig[14][15] und ergab, dass die Ursache für das Unglück eine fehlerhafte Stellung des Trimmruders des Höhenleitwerks war.[16] Es konnte jedoch nicht eindeutig geklärt werden, ob dies auf einen technischen Fehler oder Fehlbedienung zurückzuführen war.[17]